# Antonio Nariño (Bogotá)
Antonio Nariño é uma localidade da cidade de Bogotá.